# Maison Sainte-Blaise
La maison Sainte-Blaise est un édifice situé à Caen, en France. Son portail est inscrit au titre des Monuments historiques.

## Localisation
Le monument est situé dans le département français du Calvados, à Caen, au 88 rue Basse, à 300 m au sud-est de l'abbaye aux Dames.

## Architecture
Le portail d'entrée avec ses vantaux en menuiserie est inscrit au titre des Monuments historiques depuis le 18 février 1948.

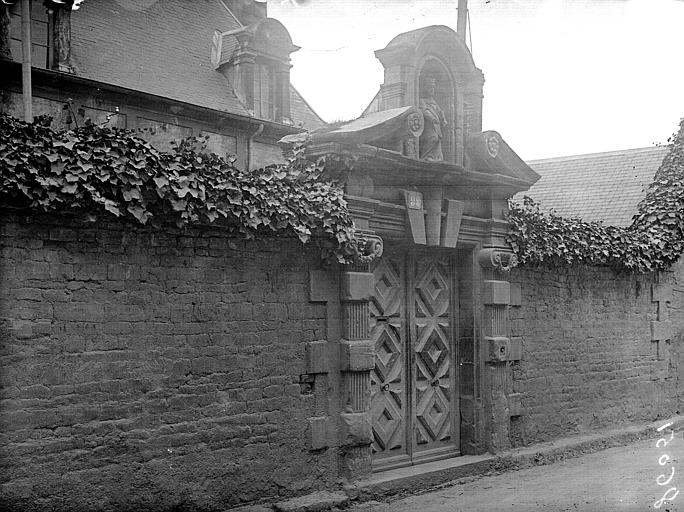
Le portail au début du XXe siècle.
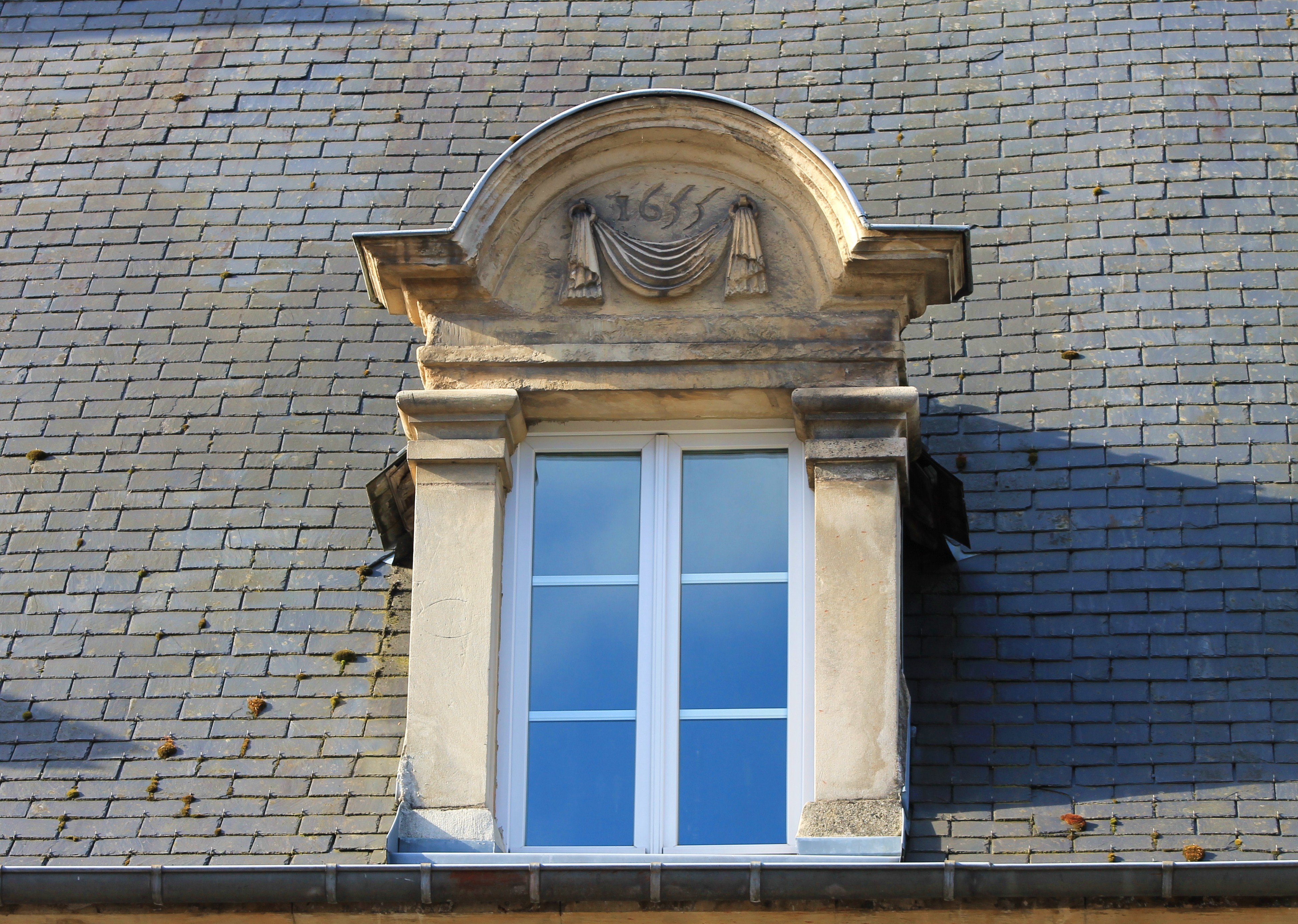
Une lucarne de la maison.